# Zaryje
Zaryje, někdy také nazývaný hrádek Vratimov, je výrazný zalesněný pahorek, na kterém byl středověký strážní hrádek nebo tvrz založená pravděpodobně na konci 13. století. Zanikl zřejmě v 15. století. Hrádek se nachází ve Vratimově v okrese Ostrava-město v Moravskoslezském kraji. Zaryje je také název zalesněné oblasti v okolí.

## Další informace

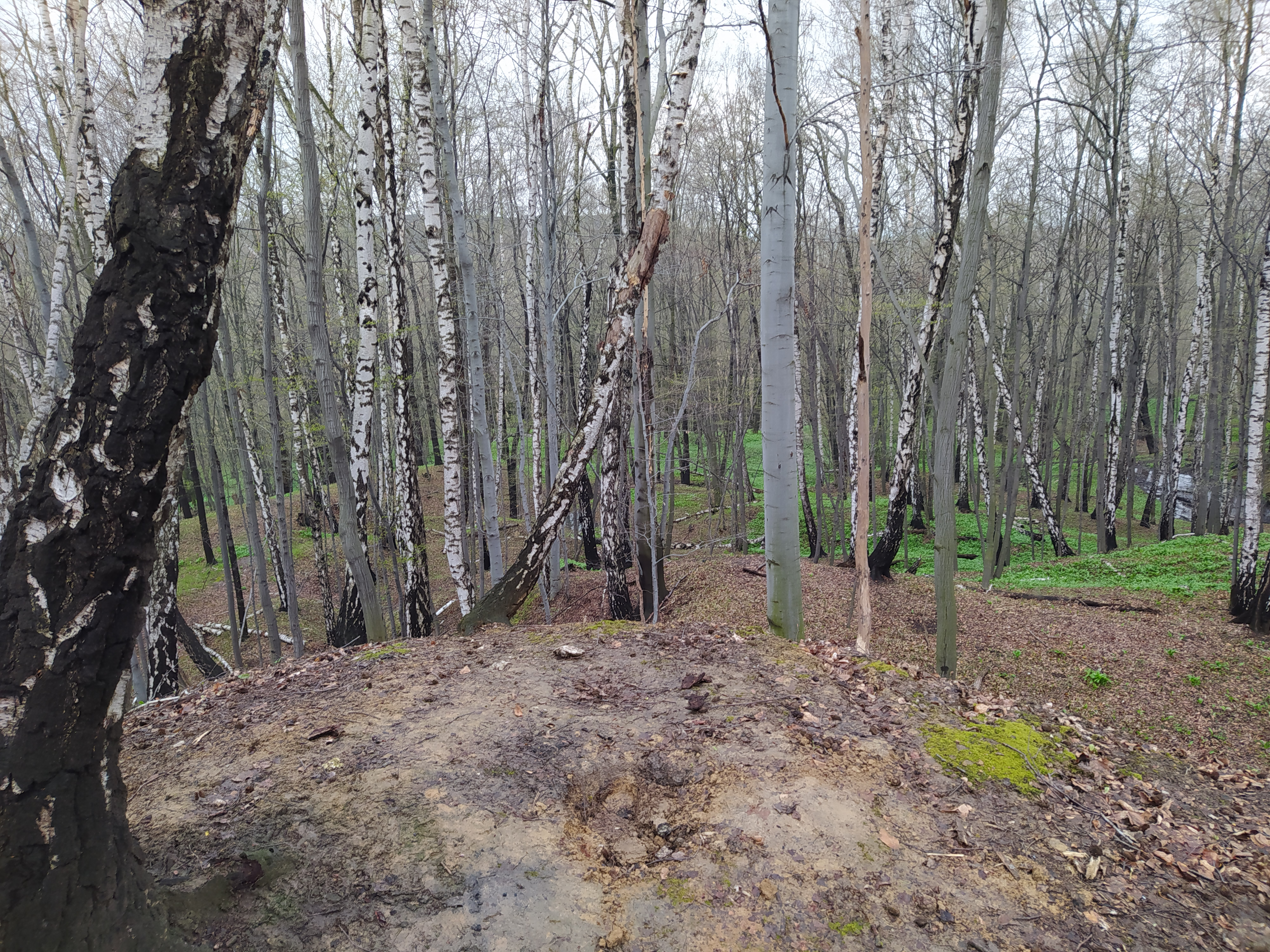
Zaryje - vrchol

Hrádek pravděpodobně patřil do soustavy strážních hrádků při řece Ostravici a možná zastával i sídelní funkci.
Terénní situace hrádku Zaryje je podobná jako terénní situace hrádku Zapadlisko (cca 1,21 km jižně). Centrální plato je protáhlého trojúhelníkového tvaru s hlavní osou rovnoběžnou se směrem řeky a říční terasy. V terénu je dobře rozeznatelné jádro hrádku a zřejmě i hluboký příkop s možností předsazeného valu.
Z archeologických nálezů, lze doložit v okolí Zaryjí osídlení z doby kamenné (neolitu až eneolitu) a pozdějších období.
Podle místa je rovněž pojmenováno automatické hradlo, které se nachází mezi železničními stanicemi Vratimov a Paskov.